# Bjurakn
Bjurakn – wieś w Armenii, w prowincji Szirak. W 2011 roku liczyła 739 mieszkańców.